# Стакун Михайло Йосипович
Михайло Йосипович Стакун (1893, село Нідзяни Свенцянського повіту Віленської губернії, тепер Білорусь — 27 квітня 1943, Тамбовська в'язниця, місто Тамбов, тепер Російська Федерація) — радянський діяч, 1-й секретар Східно-Казахстанського обласного комітету ВКП(б), голова ЦВК Білоруської РСР. Член Бюро ЦК КП(б) Білорусії з 19 червня до 25 жовтня 1937 року.

## Біографія
Народився в родині селянина-бідняка. До січня 1905 року виховувався в батьків у селі Нідзяни. З січня 1905 до січня 1909 року наймитував у заможних селян в селах Березка, Прені, Лукішки Свенцянського повіту Віленської губернії.
У січні 1909 — листопаді 1912 року — чорнороб суконної фабрики товариства вовняних виробів «Торнтон» у Санкт-Петербурзі.
Член РСДРП(б) з січня 1912 року.
У листопаді 1912 року заарештований, до січня 1913 року перебував у будинку попереднього ув'язнення в Санкт-Петербурзі. З січня 1913 до квітня 1914 року перебував під гласним наглядом поліції в місті Ризі.
У квітні — листопаді 1914 року — слюсар механічних майстерень на острові Карлос у місті Ревелі.
У листопаді 1914 — березні 1916 року — слюсар механічного заводу «Новий Лесснер» у Петрограді.
У березні 1916 року заарештований, до грудня 1916 року перебував у будинку попереднього ув'язнення в Петрограді.
У грудні 1916 — квітні 1917 року — курсант-тракторист 1-ї автомобільної роти російської армії в селищі Вічуга Кінешемського повіту Костромської губернії.
У квітні 1917 — лютому 1918 року — організатор, скарбник і член штабу Червоної гвардії Виборзького району Петрограда, член виконавчого комітету Виборзької районної ради Петрограда.
У лютому — листопаді 1918 року — комісар із продовольства Центрального управління з постачання армії, комісар військового окружного господарського управління РСЧА в Петрограді.
У листопаді 1918 — серпні 1920 року — член колегії Пензенського губернського продовольчого комітету.
У серпні 1920 — січні 1923 року — продовольчий комісар Новочеркаського окружного продовольчого комітету в станиці Костянтиново і містах Міллерово та Новочеркаськ Донської області.
У січні 1923 — серпні 1924 року — відповідальний секретар Новочеркаського окружного комітету РКП(б) Донської області.
У серпні 1924 — січні 1927 року — член Президії Північно-Кавказької крайової контрольної комісії РКП(б) (ВКП(б)) у місті Ростові-на-Дону.
У січні 1927 — жовтні 1929 року — відповідальний секретар Ставропольського окружного комітету ВКП(б).
З жовтня 1929 до січня 1930 року перебував у розпорядженні ЦК ВКП(б) у Москві.
У січні — листопаді 1930 року — відповідальний секретар Читинського окружного комітету ВКП(б).
У листопаді 1930 — лютому 1932 року — слухач курсів марксизму-ленінізму при ЦК ВКП(б) у Москві.
У лютому 1932 — вересні 1934 року — 1-й секретар Східно-Казахстанського обласного комітету ВКП(б).
З жовтня 1934 до січня 1935 року перебував у розпорядженні ЦК ВКП(б) у Москві.
У січні — червні 1935 року — уповноважений Народного комісаріату харчової промисловості СРСР по Білоруській РСР у Мінську.
У червні 1935 — липні 1937 року — 1-й секретар Гомельського міського комітету КП(б) Білорусії.
7 липня — 13 листопада 1937 року — голова Центрального виконавчого комітету (ЦВК) Білоруської РСР.
У грудні 1937 — серпні 1938 року — керуючий Орловського обласного відділення контори республіканського товариства «Роспостачзбут» Народного комісаріату харчової промисловості РРФСР.
14 серпня 1938 року заарештований органами НКВС. 29 травня 1940 року рішенням Військової колегії Верховного суду виправданий, але цей вирок був скасований пленумом Верховного суду СРСР 29 липня 1940 року, а справу відправлено на дослідування. 27 квітня 1943 року помер у Тамбовській в'язниці. Посмертно реабілітований 25 грудня 1954 року.